# William Silkworth
William Silkworth   (Brooklyn, 28 d'octubre de 1884 - Hempstead, abril 1971) va ser un empresari estatunidenc, president de la Consolidated Stock Exchange de Nova York, que es va veure obligat a dimitir a causa d'un escàndol iniciat el 1919. També va ser un destacat tirador que el 1924 va prendre part en els Jocs Olímpics de París, on va guanyar la medalla d'or en la prova de la fossa olímpica per equips del programa de tir. Formà equip amb Frederick Etchen, Frank Hughes, Samuel Sharman, John Noel i Clarence Platt.
Silkworth va buscar agressivament, i amb èxit, nous negocis per a la borsa, i la seva carrera com a president va assolir el seu punt àlgid el febrer de 1922, quan es van batre tots els rècords comercials a la borsa. El 21 de juny de 1923 es va veure obligat a dimitir després que una investigació sobre corrupció va descobrir irregularitats en les seves finances personals. Més tard va fer frau per correu.